# キシイ (カウンティ)
キシイ（スワヒリ語: Wilaya ya Kisii Kati）は、ケニア南西部の旧ニャンザ州東部のカウンティ。中心都市はキシイ。面積は1317.9km2で、2009年の人口は115万2282人、人口密度は874.3人/km2。住民のほとんどがグシイ族である。

## 人口
- 1999年8月24日：95万2725人
- 2009年8月24日：115万2282人[1]

## 隣接カウンティ
- 北：ホマ・ベイ
- 東：ニャミラ
- 南：ナロク
- 西：ミゴリ

## 主要都市
- キシイ（英語版）：6万1892人